# Kurrent

Spécimen de Kurrentschrift (1865), alphabet complet et ligatures

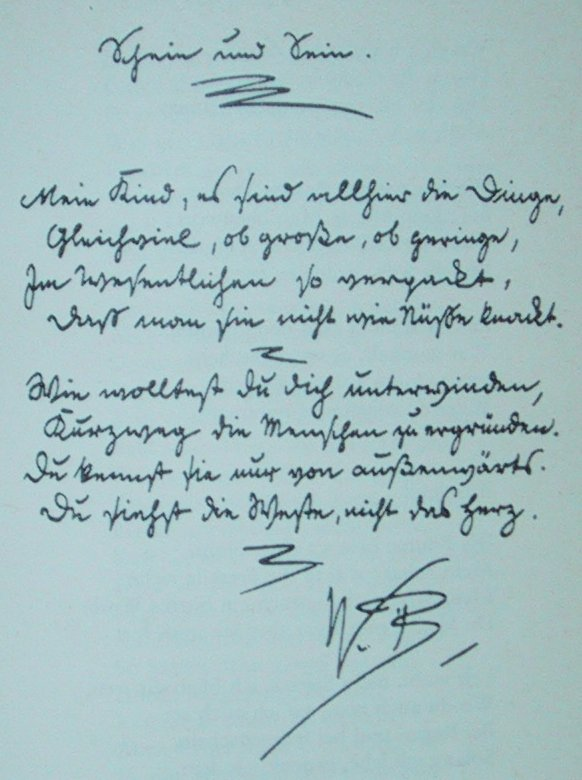
Schein und sein, manuscrit de Wilhelm Busch

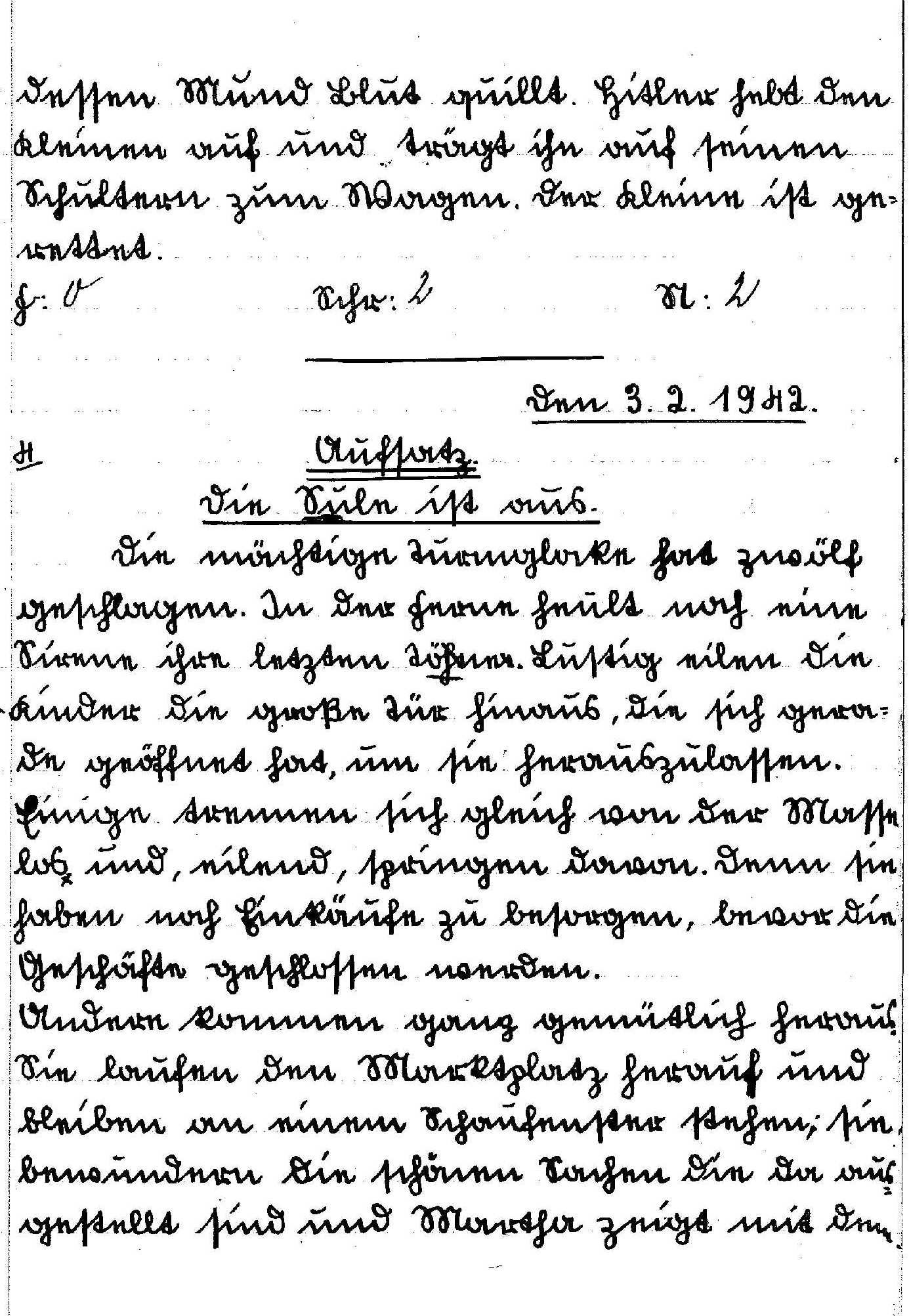
Dernière écriture en Sütterlin dans un cahier d’écolière, Alsace, février 1942

La Deutsche Kurrentschrift ou Kurrent, « écriture cursive allemande », est une écriture utilisée en Allemagne et dans les pays de culture germanique jusqu’au milieu du XXe siècle. L’étymologie est le latin currere, « courir », qui a également donné le français « cursive ». C’est la forme manuscrite des diverses formes de gothique allemande ou Fraktur utilisées par l’imprimerie. Bien qu’on l’oppose à l’écriture latine, c’est aussi une forme d’écriture latine, avec ses spécificités propres.

## Histoire
L’écriture évolue depuis les origines en fonction de multiples critères qui déterminent des « styles » nationaux et régionaux. L’apparition de l’écriture gothique est marquée par l’importance des verticales, le resserrement général, la brisure des courbes évoquant les arcs brisés de l’architecture. En Allemagne le terme désignant à la fois ce type d’écriture et la typographie correspondante est gebrochene Schriften (« écritures brisées »). La typographie la plus représentative de ce style est la Textura, également représenté par des formes moins anguleuses comme la Schwabacher. Dans d’autres pays européens, les gothiques évoluent lentement vers des formes plus arrondies (Rotunda), avant de disparaître, remplacées à la Renaissance par les écritures humanistiques. L’Allemagne conserve la gothique, et l’écriture cursive évolue parallèlement. La Kurrent trouve sa forme définitive au XIXe siècle.
Elle se distingue des écritures européennes par son aspect anguleux et le ductus de certaines lettres qui diffère totalement de celui des écritures latines. On continue d’utiliser plusieurs formes de « s » : le « s long » (forme initiale ou médiale) qui remplace le « s » antique (qui n'est gardé qu'en position finale ou en capitale) et le Eszett « ß » qui est la ligature d’un s long Es et d’un z zett (simplifié  pour se rapprocher d'un s antique lié au premier s long), lequel est aussi parfois employé aussi en tant que capitale (bien que normalement pas utilisé en initiale et donc sans valeur de majuscule, il sert au lieu d'un digramme de lettres capitales pour l'inscription monumentale ou l'emphase et le titrage ; cette ligature minuscule ou capitale, utilisée habituellement en position finale d'un morphème non suivi de particule ou accord en suffixe , évite aussi certaines ambiguïtés à la lecture de mots allemands fréquemment composés par agglutination en facilitant la séparation sémantique des morphèmes).
Pourtant certaines lettres de la Kurrent restent difficiles à distinguer pour le lecteur (dont le « c » et le « e », ou le « n » et le digramme « cc » ou encore la transcription minuscule de l'umlaut joint après une voyelle capitale et non en position diacritique au-dessus de la voyelle) sans une grande attention portée lors de leur tracé manuscrit (par une nette distinctions de largeur du glyphe et la position verticale d'attachement de certains traits internes) et l'écriture est peu adaptée à l'imprimerie pour les textes en petits caractères : le lecteur restitue les distinctions par la globalité du mot transcrit et son contexte dans la phrase et par sa connaissance de la langue, mais écrire de façon manuscrite demande un effort important d'apprentissage et les transcriptions, bien que jointives, ne sont pas aussi rapides qu'avec d'autres styles jointifs manuscrits et ce temps passé entre en concurrence avec celui nécessaire pour l'apprentissage de la lecture et de la langue elle-même (aussi bien an plan lexical et sémantique que syntaxique et grammatical ou stylistique) et l'usage de l'écriture pour d'autres matières.
Au XXe siècle, l’enseignement de la Kurrent est remplacé par celui de la Sütterlin, mise au point en 1911 par le Prussien Ludwig Sütterlin. Il n’y a pas de changements radicaux, mais l’écriture est plus simple (droite alors que la Kurrent était très inclinée et mieux adaptée au tracé à la plume en main droite), plus aérée et donc plus lisible. L’enseignement de la Sütterlin, légèrement modifiée et appelée Deutsche Volksschrift (« écriture populaire allemande ») est officiel en 1935. 
En 1941, un décret de Martin Bormann décide l’abandon de l’écriture gothique pour l’écriture latine. Le texte de Bormann prohibe explicitement les Schwabacher Judenlettern (« lettres juives Schwabacher »), assertion qui ne repose évidemment sur aucune réalité historique, mais qui clôt un débat commencé au début du XIXe siècle entre tenants de l’écriture gothique germanique et de l’écriture latine, appelée Antiqua. Hitler lui-même, dès 1934, dans ses rêves d’hégémonie européenne, avait annoncé qu’il faudrait nécessairement revenir à l’écriture latine.
À partir de 1941, la deutsche Normalschrift, sur un tracé établi par Ludwig Sütterlin, est désormais enseignée dans les écoles. La Sütterlin continue d’être enseignée à titre de seconde écriture, et pour permettre la lecture des documents anciens. La Kurrent est également enseignée jusqu'en 1952 comme écriture calligraphique.
Le D majuscule a été conservé depuis les débuts de l’imprimerie comme signe conventionnel de correction typographique, le deleatur (suppression de lettres ou de mots).

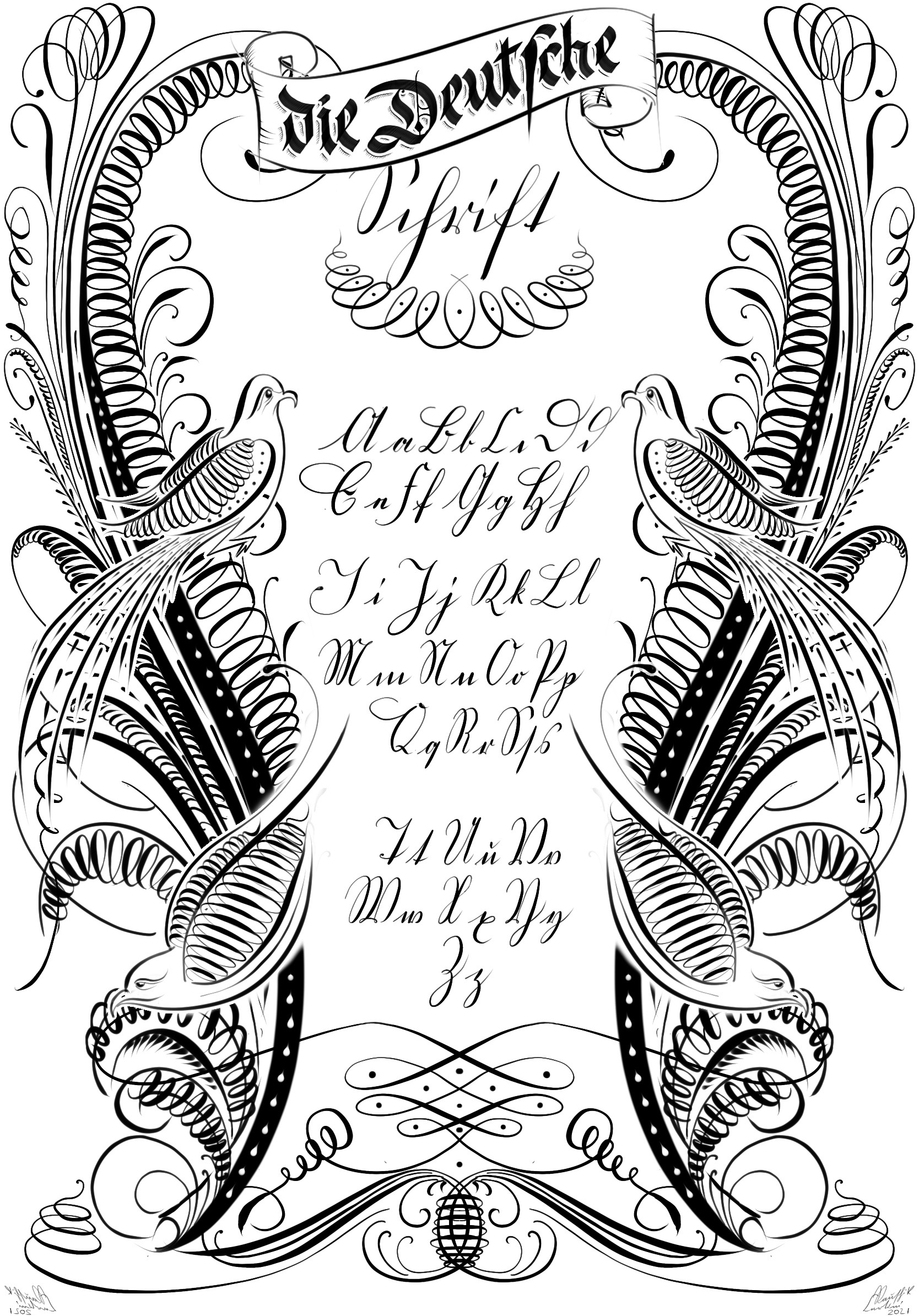
Spécimen de Kurrentschrift (2021) par Kaushik Carlini

## Répartition géographique
La Kurrent fut employée en Allemagne et dans sa zone d’influence (Autriche, Suisse, Tchéquie), mais aussi en Scandinavie. En Norvège et au Danemark le gotisk håndskrift a été utilisé pour l'apprentissage de l'écriture jusqu’en 1860 et 1875, avant d'être remplacé par la graphie dite latinsk skrift ou style anglais, les marchands danois et norvégiens ayant depuis des siècles associé cette écriture cursive différente de la leur à celle de leurs partenaires anglais. Les deux graphies ont été utilisées jusque vers 1920, parallèlement avec l'apparition de formes hybrides.